# Grand Prix cycliste de Montréal 2012
La troisième édition du Grand Prix cycliste de Montréal a eu lieu le 9 septembre 2012. Il s'agit de la vingt-sixième épreuve de l'UCI World Tour 2012. Elle se déroule deux jours après le Grand Prix cycliste de Québec.

## Présentation

### Parcours
La course se déroule au centre-ville de Montréal et emprunte un circuit de 12,1 kilomètres que les coureurs parcourent dix-sept fois, pour un total de 205,7 kilomètres. Le parcours ayant un dénivelé total de 3 893 mètres et comportant des montées courtes mais raides et nombreuses, les grimpeurs et les puncheurs sont avantagés. La ligne d'arrivée est située sur l'Avenue du Parc, au sommet d'une petite bosse de 560 mètres de longueur à 4 %. Un virage à droite serré de 180 degrés est situé à 500 mètres de l'arrivée, après quoi le trajet est droit. Les principales difficultés sont:
- au kilomètre 2, côte Camilien-Houde : 1,8 kilomètre, dénivelé moyen de 8 % ;
- au kilomètre 6, côte de la Polytechnique : 780 mètres, dénivelé moyen de 6 % avec un passage de 200 mètres à 11 % ;
- au kilomètre 11, avenue du Parc : 560 mètres, dénivelé moyen de 4 %.

### Équipes
L'organisateur a communiqué la liste des équipes invitées le 19 juin 2012. 21 équipes participent à ce Grand Prix cycliste de Montréal - 18 ProTeams et 3 équipes continentales professionnelles :
| Nom de l'équipe         | Pays        | Code |
| ----------------------- | ----------- | ---- |
| AG2R La Mondiale        | France      | ALM  |
| Astana                  | Kazakhstan  | AST  |
| BMC Racing              | États-Unis  | BMC  |
| Euskaltel-Euskadi       | Espagne     | EUS  |
| FDJ-BigMat              | France      | FDJ  |
| Garmin-Sharp            | États-Unis  | GRS  |
| Katusha                 | Russie      | KAT  |
| Lampre-ISD              | Italie      | LAM  |
| Liquigas-Cannondale     | Italie      | LIQ  |
| Lotto-Belisol           | Belgique    | LTB  |
| Movistar                | Espagne     | MOV  |
| Omega Pharma-Quick Step | Belgique    | OPQ  |
| Orica-GreenEDGE         | Australie   | OGE  |
| Rabobank                | Pays-Bas    | RAB  |
| RadioShack-Nissan       | Luxembourg  | RNT  |
| Saxo Bank-Tinkoff Bank  | Danemark    | STB  |
| Sky                     | Royaume-Uni | SKY  |
| Vacansoleil-DCM         | Pays-Bas    | VCD  |

| Nom de l'équipe | Pays   | Code |
| --------------- | ------ | ---- |
| Cofidis         | France | COF  |
| Europcar        | France | EUC  |
| SpiderTech-C10  | Canada | SPI  |

## Favoris

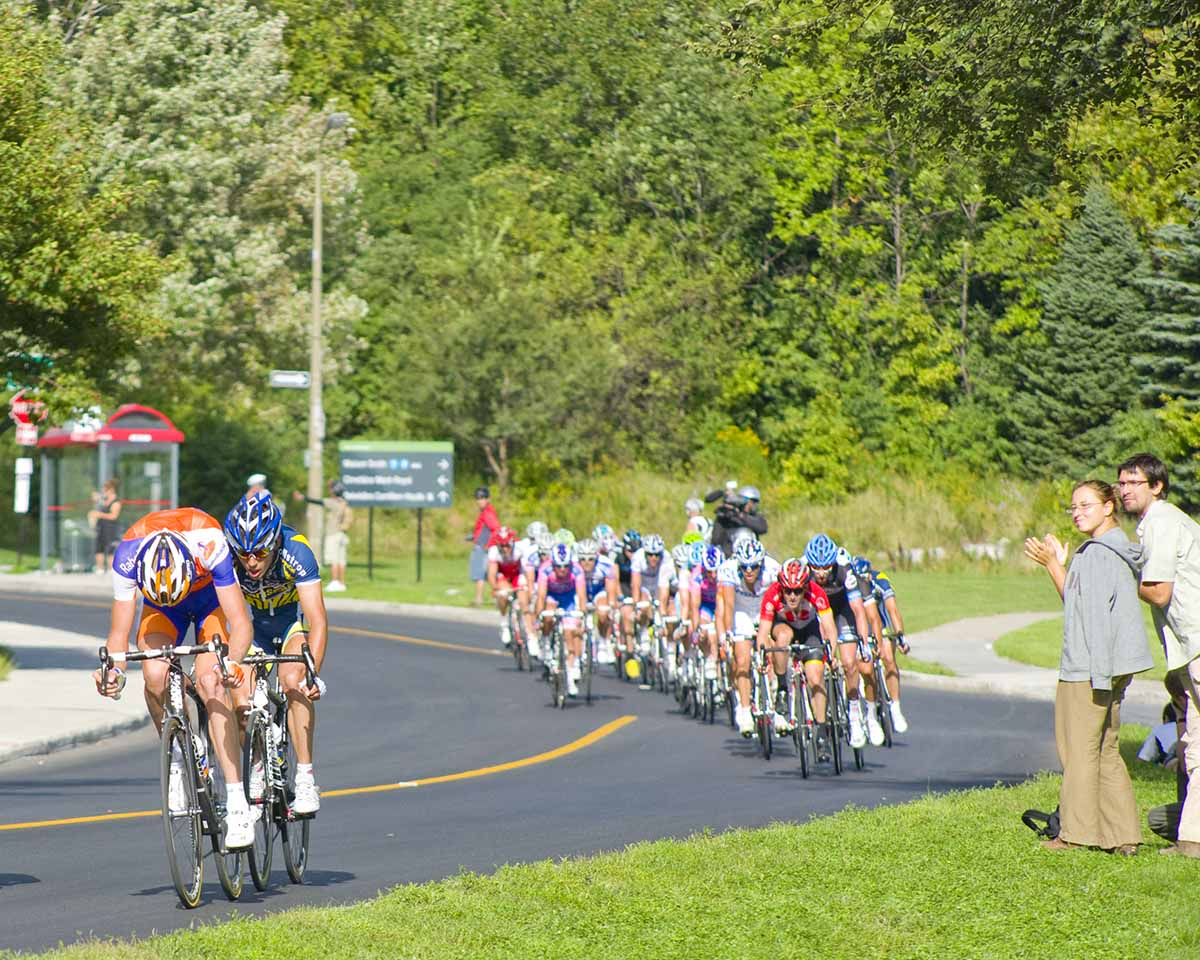
Sur le Mt-Royal

Vainqueur deux jours plus tôt du Grand Prix cycliste de Québec, l'Australien Simon Gerrans (Orica-GreenEDGE) peut devenir le premier à remporter les deux courses canadiennes la même année. Il fait donc figure de favori tout comme le Belge Greg Van Avermaet (BMC Racing), le Slovaque Peter Sagan (Liquigas-Cannondale) et le Portugais Rui Costa (Movistar), tenant du titre et également troisième cette année à Québec. Les autres outsiders sont les Français Tony Gallopin (RadioShack-Nissan) et Thomas Voeckler (Europcar), le Canadien Ryder Hesjedal (Garmin-Sharp), le Norvégien Edvald Boasson Hagen (Sky), le Russe Alexandr Kolobnev (Katusha) et l'Espagnol Luis León Sánchez (Rabobank),.

## Récit de la course
La première échappée significative s'enclenche au kilomètre 31, lorsque Manuele Boaro (Saxo Bank-Tinkoff Bank) sort, aussitôt rejoint par Cyril Gautier (Europcar) et Egoi Martínez (Euskaltel-Euskadi). Il s'agit de la deuxième tentative de Boaro, dont le premier essai s'était avéré infructueux. Le trio construit un avantage de cinq minutes, pendant ce temps Simone Ponzi (Astana) et Kristjan Koren (Liquigas-Cannondale) s'extirpent du peloton pour entamer la chasse, et cela a pour effet de faire perdre le contact à quelques coureurs. Les poursuivants sont ramenés au bercail avec quarante-cinq kilomètres à parcourir, et le groupe de tête passe de trio à duo car Boaro se fait lâcher. Les deux rescapés, Martínez et Gautier, se font finalement rejoindre sur la Côte de la Polytechnique pendant l'avant-dernier tour. D'autres attaques sont portées, mais ce qu'il reste du peloton (environ trente coureurs) entame le dernier tour groupé.
Sur la Côte Camilien-Houde, David Veilleux (Europcar) attaque, pendant que Janez Brajkovič (Astana) et Gerald Ciolek (Omega Pharma-Quick Step) font une collision et sont au sol durant l'ascension. Le Canadien Ryder Hesjedal (Garmin-Sharp) travaille pour ramener le groupe de tête en un seul morceau. Avec sept kilomètres à faire, Greg Van Avermaet (BMC Racing) place une attaque tranchante qui sera rejointe et suivie d'une autre attaque par Lars Petter Nordhaug (Sky). Il se fait crier à la radio par son équipe de tout donner car son coéquipier Edvald Boasson Hagen manque d'énergie.
Nordhaug est rattrapé par Moreno Moser (Liquigas-Cannondale) et Alexandr Kolobnev (Katusha) sur l'Avenue du Parc, près de la flamme rouge. Kolobnev produit une accélération à cinq cents mètres de la ligne, ses chances semblent excellentes mais Nordhaug le dépasse et prend la victoire par deux secondes, Moser termine deuxième et Kolobnev tient bon pour la troisième place. Simon Gerrans (Orica-GreenEDGE), qui a remporté le Grand Prix cycliste de Québec deux jours avant, règle le sprint des poursuivants pour la quatrième place.

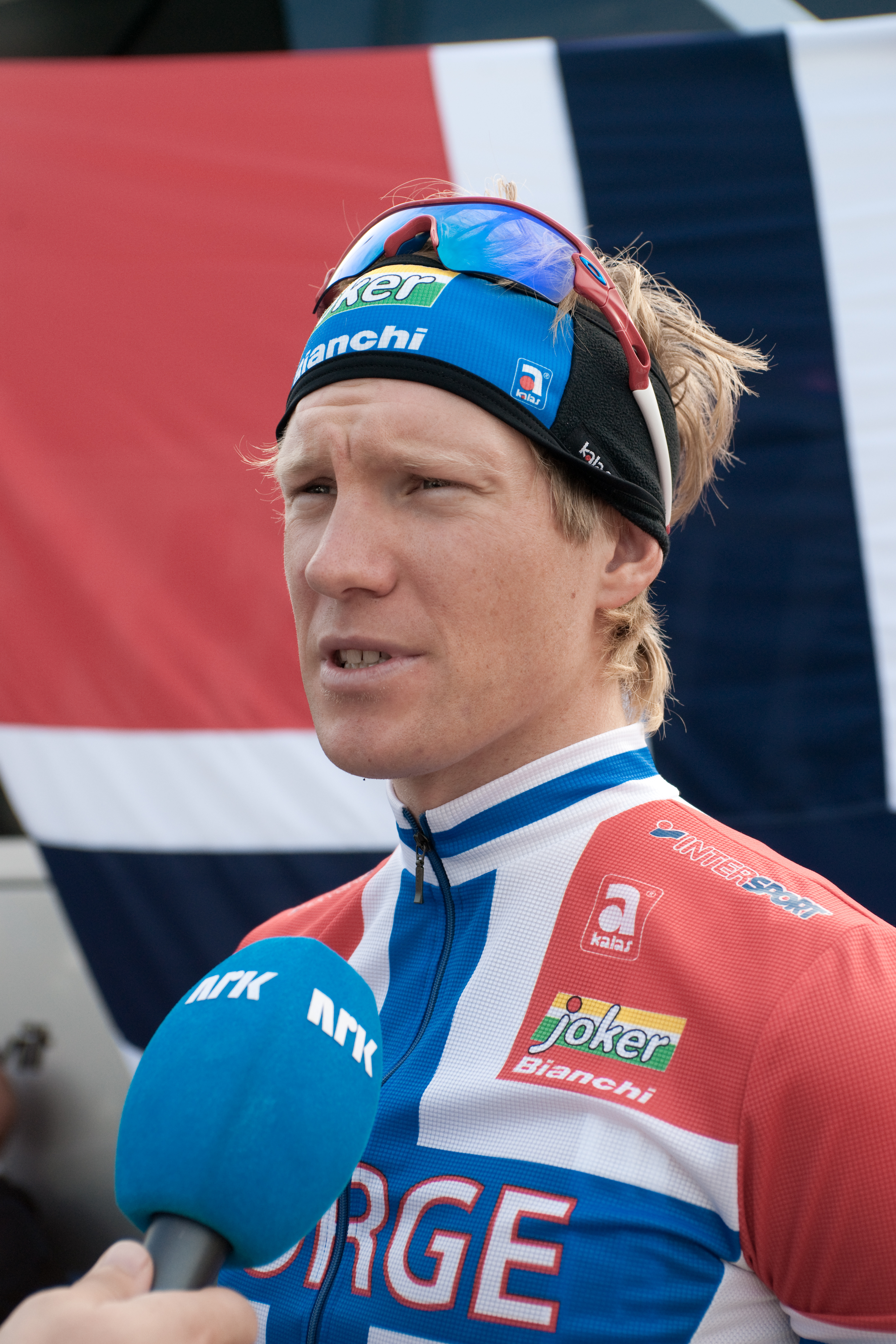
Le Norvégien Lars Petter Nordhaug a gagné l'événement

## Classement final
|    | Coureur              | Équipe              |    | Temps           | Points UCI |
| -- | -------------------- | ------------------- | -- | --------------- | ---------- |
| 1  | Lars Petter Nordhaug | Sky                 | en | 5 h 28 min 29 s | 80         |
| 2  | Moreno Moser         | Liquigas-Cannondale | +  | 2 s             | 60         |
| 3  | Alexandr Kolobnev    | Katusha             |    | 2 s             | 50         |
| 4  | Simon Gerrans        | Orica-GreenEDGE     |    | 4 s             | 40         |
| 5  | Edvald Boasson Hagen | Sky                 |    | 4 s             | 30         |
| 6  | Björn Leukemans      | Vacansoleil-DCM     |    | 4 s             | 22         |
| 7  | Jürgen Roelandts     | Lotto-Belisol       |    | 4 s             | 14         |
| 8  | Rui Costa            | Movistar            |    | 4 s             | 10         |
| 9  | Luca Paolini         | Katusha             |    | 4 s             | 6          |
| 10 | Tony Gallopin        | RadioShack-Nissan   |    | 4 s             | 2          |

Meilleur grimpeur:  Cyril Gautier (Europcar)
Meilleur canadien:  Ryder Hesjedal (Garmin-Sharp)